# Selkirk Rex

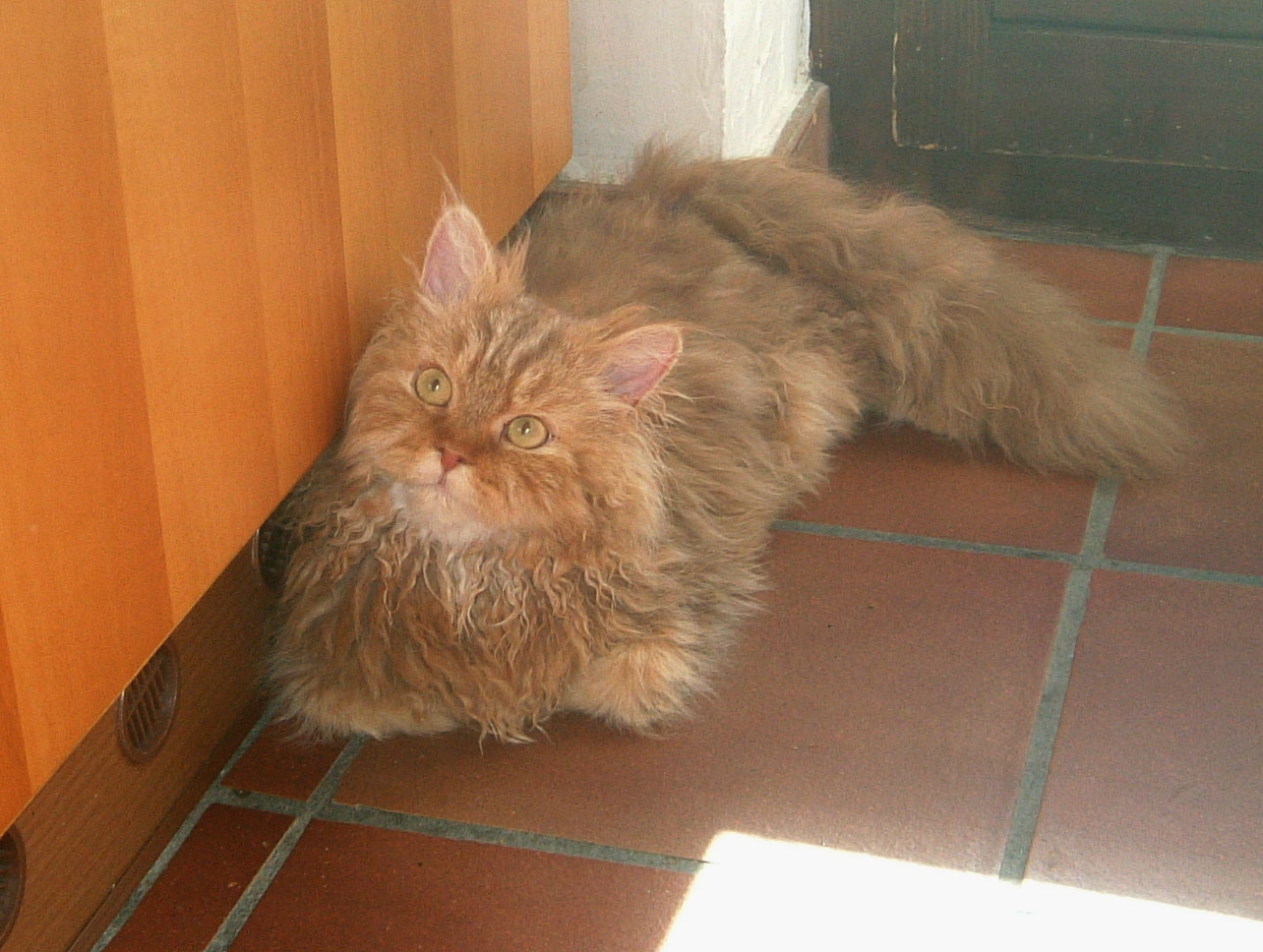
Selkirk Rex

Selkirk Rex ist eine Rassekatze, die sich durch ein gelocktes Fell auszeichnet.

## Allgemeines
Sie wurde erstmals 1987 in den USA entdeckt. In einem Tierheim wurde ein vermeintlich gewöhnlicher Hauskatzenwurf abgegeben. Schnell fiel dort jedoch auf, dass eines der Jungen sich von den anderen unterschied. Ein blau-creme-weißes Weibchen aus dem Wurf hatte ganz anderes Fell als die übrigen Geschwister des Wurfes. Auch die Augenfarbe unterschied sich von denen der anderen. Die Augen waren strahlend grün und das Fell war kurz und lockig. Auch fiel auf, dass die Schnurrbarthaare nicht gerade waren, wie sonst üblich, sondern ebenfalls kraus.
Da sie der Meinung waren, dass es sich hierbei um ein besonderes Kätzchen handeln musste, wurde es an die Züchterin Jeri Newman weitergegeben. Dort erhielt es den Namen Miss Depesto of Noface.
Jeri Newman war eine in den USA bekannte Perserzüchterin und entschloss sich bald, mit der sonderbaren Katze zu züchten. Im Laufe der ersten Überlegungen musste ein Name für die neue Rasse gefunden werden. Nach langen Überlegungen entschied sie sich für den Namen Selkirk Rex. Selkirk zu Ehren ihres Schwiegervaters - Rex wegen des lockigen Fells.
Etwas mehr als ein Jahr nachdem Miss Depesto bei Jeri Newman eingezogen war, entschloss sie sich, Miss Depesto mit einem schwarzen Perserkater zu verpaaren.
Aus der Verpaarung entstanden schließlich sechs gesunde Kätzchen. Drei davon wurden mit Locken geboren und drei mit normalem Fell. Aus dieser Verpaarung ließ sich also erkennen, dass die Locken als dominant vererbtes Genmerkmal vorhanden sein mussten. Es ist also völlig ausreichend, dass eines der Elterntiere gelocktes Fell hat.
Die Katzen sind nicht mit anderen Rex-Arten verwandt. So werden beispielsweise die kurzen Löckchen der Devon Rex oder Cornish Rex rezessiv vererbt.

## Aussehen

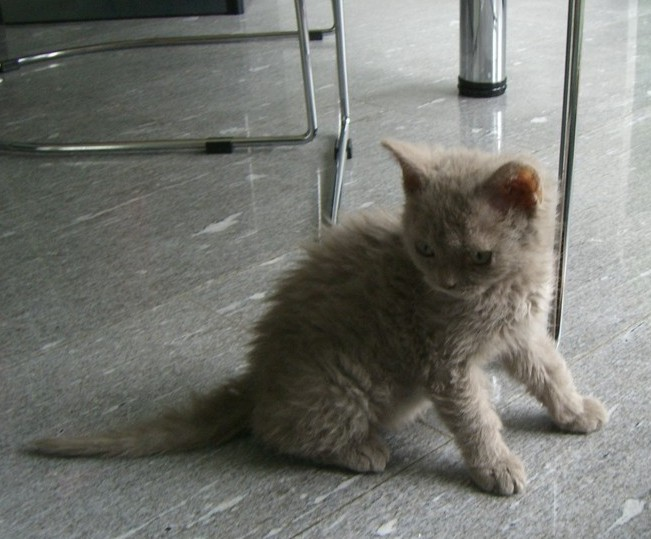
Selkirk Rex (wenige Monate alt)

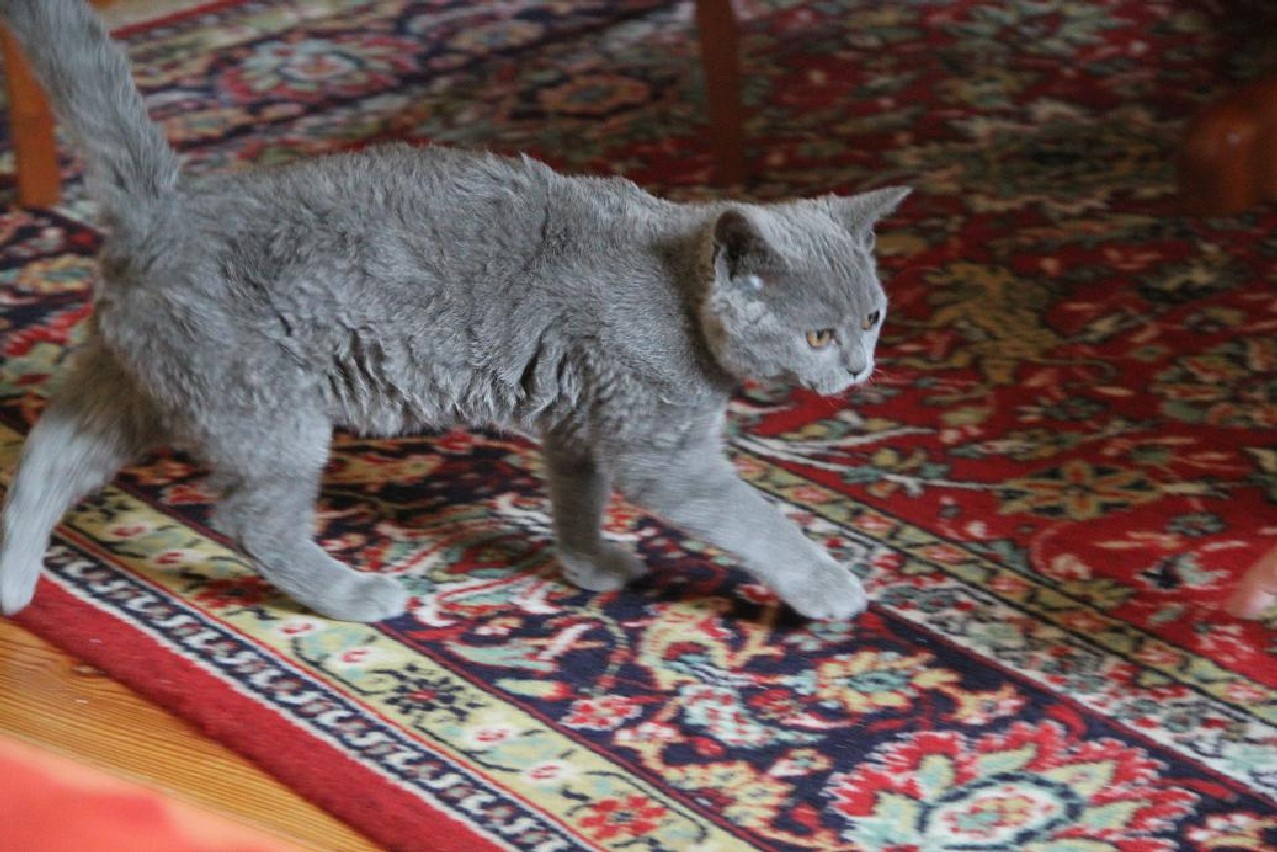
Eine junge, graue Selkirk Rex

In einem Selkirk-Rex-Wurf findet man meist gelockte und nichtgelockte Junge. Die gelockten Jungen sind sofort erkennbar. Die Schnurrbarthaare sind bereits jetzt gelockt, und auch das Fell hat bereits die Locken, die später einmal ausgeprägt vorhanden sein werden.
Da es sich bei der Rasse Selkirk Rex noch um eine sehr seltene Rasse handelt, arbeiten die Züchter heutzutage daran, den Genpool zu erweitern. Daher werden Selkirk Rex nicht reinrassig gezogen, sondern durch die Verpaarung mit Katzen der Rassen Exotic Shorthair, Perser und Britisch Kurzhaar.
Die unterschiedlichen Verpaarungen bringen sehr unterschiedliche Junge hervor. Verpaart man beispielsweise Perser mit Selkirk Rex, so entstehen sowohl lang- als auch kurzhaarige Junge. Die Verpaarung von Britisch Kurzhaar mit Selkirk Rex dagegen bringt meist überwiegend kurzhaarige Löckchen.
Der Typ einer Selkirk Rex ist durch die verschiedensten Paarungspartner noch sehr unterschiedlich. Er soll jedoch in Richtung Britisch Kurzhaar gehen. Eine Selkirk-Rex-Katze ist stämmig, kräftig und steht auf dicken Pfoten. Der Körperbau ist gedrungen. Die Katze macht insgesamt einen runden und kräftigen Eindruck.
Der Kopf ist ebenfalls rund, mit kleinen bis mittelgroßen Ohren. Das Kinn ist kräftig ausgeprägt. Die Nase ist kurz, keinesfalls jedoch mit einem Stop ausgerüstet. Die Augen sind groß, rund und weit auseinandergesetzt.
Das Haarkleid der Selkirk Rex ist flauschig weich und gelockt.
Die Kurzhaarvariante hat kurze, griffige Locken, die überwiegend hinter den Ohren, am Hals und am Bauch in kleine Löckchen mündet. Die langhaarigen Katzen haben halblanges Fell mit größeren Löckchen. Meist sind die Locken bei der Langhaar-Variante etwas ausgeprägter.
Selkirk-Rex-Katzen sind sehr liebevolle Katzen, die unter Züchtern auch als Hundskatzen bezeichnet werden. Sie lieben es, ihrem Menschen den ganzen Tag nah zu sein. Sie sind ruhige Katzen und auch gerne mit anderen Artgenossen zusammen.

## Genetik
Der Haartyp der Katzen wird autosomal dominant vererbt. Verantwortlich dafür ist eine Mutation im KRT71-Gen, einem Gen, das für das Protein Keratin 71 codiert. Es hat essentielle Funktionen im Aufbau des Haares. Ein Verlust der Aktivität des Gens führt, wie bei den Sphynx-Katzen, zu einem Abbrechen der Haare. Neben Selkirk Rex und Sphynx wurden Mutationen dieses Gens auch bei Devon-Rex-Katzen als Hauptgrund für die Ausprägung des Fells bestimmt.
Dabei ist das Allel der Selkirk (SADRE) dominant über der Wildtyp-Variante (+), diese wiederum dominiert über Devon Rex (re) und des letztlich rezessiven haarlosen Sphynx-Allels (hr) (KRT71SADRE > KRT71+ > KRT71re > KRT71hr). Die Mutation, die beim Selkirk-Rex-KRT71 gefunden wurde, ist einzigartig und wurde nicht bei anderen Rex-Katzen identifiziert.